# شوگایاکی
شوگایاکی (به ژاپنی: 生姜焼き Shogayaki)، نوعی غذا در آشپزی ژاپنی است که خواباندن گوشت در آب زنجبیل و تاره (سس) و سپس سرخ کردن آن تهیه می‌شود. معمولاً از گوشت خوک در آن استفاده می‌شود.